# Poliedrà

Cubà o hexaedrà.

Un poliedrà és un hidrocarbur policíclic de la sèrie {\displaystyle {\ce {(CH)_{n}}}} l'esquelet del qual correspon a un sòlid geomètric regular o semiregular.
Hi ha cinc sòlids regulars, també dits sòlids platònics: tetràedre, amb quatre cares que són triangles regulars; el cub amb sis cares que són quadrats, l'octàedre format per vuit triangles; el dodecàedre que té dotze pentàgons regulars i l'icosàedre que té vint triangles regulars.
El poliedrà més simple és el tetraedrà amb forma d'un tetràedre, però el primer que fou sintetitzat fou el cubà el 1964 per part dels químics orgànics Philip E. Eaton i Thomas W. Cole. El 1982 el grup de Leo A. Paquette de la Universitat Estatal d'Ohio sintetitzaren el dodecahedrà amb una ruta sintètica de vint-i-nou etapes.